# アイ・ショット・ザ・シェリフ
「アイ・ショット・ザ・シェリフ」（I Shot the Sheriff）は、ボブ・マーリーが作詞作曲し、ザ・ウェイラーズが1973年に発表した楽曲。エリック・クラプトンのカバー・バージョン（1974年）が全米1位を記録した。

## 概要
作詞作曲はボブ・マーリー。マーリーはのちにこう述べている。「俺は『そいつ警官を撃った(I shot the police)』と書きたかったが、そう言おうものなら政府の奴らは黙っちゃいなかっただろう。だから『そいつ保安官を撃った』にしたんだ。どっちにしろ『司直』という意味には変わりはないけれどね」。
1973年春、ジャマイカのキングストンのハリー・J・スタジオでレコーディングは行われた。プロデューサーはウェイラーズ自身が務めた。同年4月にアルバム『キャッチ・ア・ファイア』が発売され、グループはアルバムのプロモーションのためのツアーに発った。その間、クリス・ブラックウェルはロンドンのアイランド・レコードのベイシング・ストリート・スタジオでオーバーダビングし、リミックスした。
同年10月19日に発売された『バーニン』に「アイ・ショット・ザ・シェリフ」は収録された。
1975年12月に発売されたヒット・アルバム『ライヴ!』にライブ・バージョンが収録されている。
2003年6月に発売されたライブ・アルバム『Live at the Roxy』にライブ・バージョンが収録されている（1976年5月26日に米国のウェスト・ハリウッドで行われたコンサートの音源）。

## エリック・クラプトンのバージョン
1974年4月から5月にかけて、エリック・クラプトンはマイアミのクライテリア・スタジオに入り、トム・ダウドのプロデュースの下、4年ぶりのスタジオ・アルバムのレコーディングを行った。ギタリストのジョージ・テリーはレコーディング中、クラプトンの気を引くためにウェイラーズの『バーニン』をスタジオに持ってきた。テリーは中でも「アイ・ショット・ザ・シェリフ」に夢中で、カバーするようクラプトンを説得した。クラプトンはレゲエのメロディが「ハードコア」過ぎると言って難色を示したが、バンドのメンバーたちは「絶対にヒットシングルになるから」と彼を納得させた。バッキング・ボーカルはイヴォンヌ・エリマンとテリーが務めた。
同年6月、米国でシングルとして発売。B面には自作の「ギヴ・ミー・ストレングス」が収録された。7月、アルバム『461 オーシャン・ブールヴァード』が発売。7月19日、イギリスでシングルとして発売。シングルバージョンはアルバムより短い。同年9月14日付のビルボード・Hot 100で1位記録した。イギリス9位、カナダ1位、西ドイツ4位、オランダ5位、ベルギー7位、ニュージーランド1位と世界的に大ヒットした。
2017年のドキュメンタリー映画『Eric Clapton: Life in 12 Bars』のサウンドトラック・アルバムに6分50秒の「Full Length Version」が収録されている。